# Hotaru
hotaru（ホタル）は、日本の作詞家。株式会社TaWaRa所属。男性。
2009年に作詞家デビュー。アニメ関連の作品を中心に活動。ほか、音楽ユニット「MYTH & ROID」の創作部門を担当している。
2016年、所属する音楽プロダクション『F.M.F』から、暖簾分けの形で設立した株式会社『TaWaRa』(代表・Tom-H@ck）に移籍。

## 提供作品
※(順不同)
- Re:ゼロから始める異世界生活
  - MYTH & ROID「STYX HELIX」
  - MYTH & ROID「STRAIGHT BET」
  - 「ぼうやの夢よ」
  - nonoc「Memento」
- オーバーロード
  - OxT「Clattanoia」
  - OxT「Lost you」
  - MYTH & ROID「L.L.L.」
  - MYTH & ROID「the first ending」
  - 前島麻由 「No Man's Dawn」
- プリンス・オブ・ストライド オルタナティブ
  - OxT「STRIDER'S HIGH」
  - OxT「Welcome Spring!」
- 進撃!巨人中学校
  - 「反撃の大地」
- ブブキ・ブランキ
  - MYTH & ROID「ANGER/ANGER」
- ダイヤのA
  - 「Go EXCEED!!」
  - 「B.L.T.」
- 美男高校地球防衛部LOVE!
  - 「絶対無敵☆Fallin' LOVE☆」
  - 「Just going now!!」
  - 「I miss youの3メートル」
  - 「我ら正義のカエルラ・アダマス!!」
  - 「1・2・3でLOVE&JOY!!」
  - 「俺は究極怠慢主義者!!」
  - 「Why So Cool?」
  - 「鳴子流「株で儲ける方程式」」
  - 「Baby Baby Sweet Baby!!」
  - 「Never Know」
  - 「Butler's Philosophy」
  - 「美…EGOISM」
  - 「Oh My あんちゃん」
  - 「Sync a Think」
  - 「凪いだ風の交差点」
  - 「Let's Go!! LOVE Summer♪」
  - 「LOVE FRIENDS」
- 美男高校地球防衛部LOVE!LOVE!
  - 「沸点突破☆LOVE IS POWER☆」
  - 「Boys Go Straight」
  - 「あなたは遥か一等星」
  - 「☆Star☆The☆VEPPer☆」
  - 「WORLD WIDE LOVE LEADER」
  - 「Feel it!」
  - 「ぐるぐる大変EVERYDAY!!」
  - 「風呂は究極極楽施設!!」
  - 「伝えきれないありがとう」
  - 「Moon the Jealousy」
  - 「Sun fhe Festival」
  - 「星降る海のSTAGEで」
  - 「Brother Lover Rapper feat.MC YOU MORE TONE＆MC Go-Rap from KUROTAMAYU」
  - 「-Halfway-」
  - 「騒がしき輝きし日々」
  - 「純情革命D.F.G」
  - 「星にやさしく…Breeze」
  - 「WE ARE GALAXY IDOL」
- 美男高校地球防衛部LOVE!LOVE!LOVE!
  - 「永遠未来☆LOVE YOU ALL☆」
  - 「心と心で」
- 美男高校地球防衛部HAPPY KISS!
  - 「絶対最幸☆HAPPY KISS☆」
  - 「HAPPY READY?????」
  - 「我ら気高きエーデルシュタイン!!」
  - 「オーレイ!ノブレス・オブリージュ」
  - 「二度寝の前に聴いた声」
  - 「OH SAY CRY?」
  - 「サディスティックにBE HAPPY★」
  - 「THIS IS THE MANZA!!」
  - 「ダッシュ!ダッシュ!ダッシュ!」
  - 「白薔薇が咲く」
  - 「Good Day,Bad Day」
  - 「喰らえ!デブレバター!!」
  - 「TRUST YOU」
  - 「意地っ張り合いEveryday!」
  - 「お互いさまと笑ったら」
  - 「時計の針はすれ違い…」
  - 「ドタ!バタ!ブタ!バター!〜マーサvs孫左衛門〜」
- けいおん!!
  - 「Come with Me!!」
  - 「冬の日」
  - 「Rule」
  - 「Actress」
- 僕は友達が少ない
  - 「笑顔のデッサン」
  - 「君は友達」
  - 「誓願ノ詩 〜聖者の傷跡〜」
  - 「戦けよ、冥闇の王は降りた」
  - 「Be My Friend」
  - 「ぶいえす!!らいばる!!」
  - 「思い出シュノーケル」
  - 「Pureness Shyness」
  - 「欲張りMySoul」
  - 「強き心に花よ咲け」
  - 「ゆけゆけゲルニカちゃん！」
  - 「天才妄想科学論」
  - 「SHOCK YOUR EYES」
  - 「いきなり！モンスタァ☆」
  - 「不機嫌*吸血鬼」
  - 「Over the distance」
  - 「Over the Distance（各キャラ全Ver.）」
  - 「はじまりの日はいつも」
  - 「Hello, Happy Sunday!!」
- ひぐらしのなく頃に
  - 「Happy! Lucky! Dochy!」
- ソードアート・オンライン
  - 「My independent destiny」
  - 「☆Lovely Super Idol☆」
  - 「Memory Heart Message」
  - 「Cheer!Tear?Cheer!!」
  - 「I know “ai”」
  - 「Face to You」
  - 「Sky The Graffiti」
  - 「Sword & Soul」
  - 「Sing All Overtures」
  - 「Party-go-round」
  - 「white flower garden」
- 閃乱カグラ 原田ひとみ・今井麻美のにゅうにゅうにゅうラジオ
  - 原田ひとみ「Be Stars」
- 魔界王子
  - 「Believe My Dice」
  - 「a shadow's love song」
- デート・ア・ライブ
  - 「DOUBLE PUNCH LOVE」
- 魔法少女なんてもういいですから。
  - 「夢色トリドリパレード♫」
- ランス・アンド・マスクス
  - 竹達彩奈「Little*Lion*Heart」
- ゆいかおり
  - 「Sunny Ray Beam!!」
- 富田美憂
  - 「Some day, Sumer day」[4]
- 日笠陽子
  - 「Love My Melody」
- Z/X IGNITION
  - 日笠陽子「EX:FUTURIZE」
- Gero
  - 「永遠の朱雪」
- 山崎エリイ
  - 「アリス＊コンタクト」
  - 「Flowery Dance」
- マジカル・パンチライン

『MAGiCAL PUNCHLiNE』
- Magiかよ!? BiliBili☆パンチライン」
- 小悪魔Lesson1・2・3♪
- Prologueは摩訶不思議
- 万理一空Rising Fire!
- Never Ending Punchline

『MAGiCAL MYSTERY TOUR』
- マジカル・ジャーニー・ツアー
- 108煩悩BOMB
- Happy New Kitchen
- 那由多不可思議ソウルライブツイスター
- 謎から謎めくMystery

「パレードは続く」
- パレードは続く
- ミカガミ・ラビリンス
- マジック☆ガール

「DEUS EX MACHINA」
- 私が私を燃やす理由

- まほうつかいの箱
  - 「あの空、Sunset Glow」
  - 「ミラクル・デザート☆」
- 幻影ヲ駆ケル太陽
  - 「-Mirage-」
- ガールフレンド（仮）
  - 「HAJIけてシナプス☆シナモンロール」
- オルタナティブガールズ
  - 「もっと Be My Power!」
- 新撰組暁風録 勿忘草[5]
  - 「朝な朝な」
- あにトレ！XX 〜ひとつ屋根の下で〜
  - 「Cheer for you♪♬🎶」
- 幼女戦記
  - 「Los! Los! Los!」
- スクールガールストライカーズ Animation Channel
  - 「未来系ストライカーズ」
- ロクでなし魔術講師と禁忌教典
  - 「Precious You☆」
- 活撃 刀剣乱舞
  - 「ヒカリ断ツ雨」
- 宮下遊
  - 「降伏論」